# Альванд-Мирза
Альванд-Мирза (? — 1470) — правитель Амида и Эседабада из династии Кара-Коюнлу, прямой потомок Кара Искандар-хана. Предок династии Кутб-шахов, султанов Голконды.

## Ранняя жизнь
В правление своего дяди Джаханшаха Альванд-мирза был назначен правителем Мосула. Альванд-мирза восстал против Джаханшаха и вынужден был в государство Ак-Коюнлу, находившееся тогда под властью Джахангир-бека. Джаханшах потребовал, чтобы ему передали его мятежного племянника, но правитель Ак-Коюнлу отказался. Затем Джаханшах вторгся в Эрзинджан и отправил своего внучатого племянника Рустем-бека, чтобы покорить Джахангир-бека. Джахангир-бек отправил свою мать Сара-хатун в Мамлюкский Египет, а Джаханшах начал поддерживать его сводного брата Шейха Хасана . Шейх Хасан был убит Узун-Хасаном, другим братом Джахангир-бека. Джаханшах предложил правителю Ак-Коюнлу заключить мирный договор, на что Джахангир-бек согласился. Последний выдал свою дочь замуж за Мирзу Мухаммада.

## На службе у Тимуридов
После подчинения Ак-Коюнлу Альванд-мирза вместе со своим сыном Пиркули отправился в Шираз, где поступил на службу к Бабуру. Он был назначен командующим армией Тимуридов и участвовал в осаде Бабуром Самарканда в 1454 году. Альванд-мирза был отправлен Бабуром, чтобы завоевать провинции Систан и Керман. После победы над военачальниками Джаханшаха, Амиром Баязидом и Шахсеваром Бегом, за ними вскоре последовал Мирза Юсуф. Столкновения прекратились после смерти Бабура 25 марта 1457 года, за которой последовало завоевание Хорасана Джаханшахом.

## В правление Джаханшаха
После захвата Джаханшахом Герата Альванд-мирза вновь обратился к своему дяде в надежде удержать Керман. Однако Джаханшах даровал ему только Эседабад. Дочь Мирзы Юсуфа Хадиджа Бегум была выдана замуж за Пиргули-бега. Альванд оставил Керман генералу Джаханшаха Мансуру бегу Туркману. Он оставался в Эседабаде в течение следующих двух лет до своей смерти.

## Личная жизнь
У него было два сына:
- Пиркули-Бек, женат на Хадидже Бегум (внучке Джаханшаха)
- Аллахкули-Бек